# Kota Fukatsu
Kota Fukatsu (深津 康太 Fukatsu Kōta?, Inzai, Chiba, 10 de agosto de 1984) es un futbolista japonés que juega como defensa en el Iwate Grulla Morioka.

## Trayectoria

### Clubes
| Club                    | País  | Año       |
| ----------------------- | ----- | --------- |
| Nagoya Grampus Eight    | Japón | 2003-2006 |
| Mito HollyHock (cedido) | Japón | 2005      |
| Kashiwa Reysol (cedido) | Japón | 2006      |
| FC Gifu                 | Japón | 2007-2008 |
| F. C. Machida Zelvia    | Japón | 2009-2010 |
| Tokyo Verdy             | Japón | 2011-2012 |
| F. C. Machida Zelvia    | Japón | 2013-2023 |
| Iwate Grulla Morioka    | Japón | 2023-     |